# جيمس كولغيت كليفلاند
جيمس كولغيت كليفلاند هو محامي وسياسي أمريكي، ولد في 13 يونيو 1920 في مونتكلير ‏ في الولايات المتحدة، وتوفي في 3 ديسمبر 1995 في نيو لندن في الولايات المتحدة. نشط حزبياً في الحزب الجمهوري. وقد انتخب عضو مجلس ولاية نيوهامبشير ‏ وانتخب عضو مجلس النواب الأمريكي.